# 벨틴치

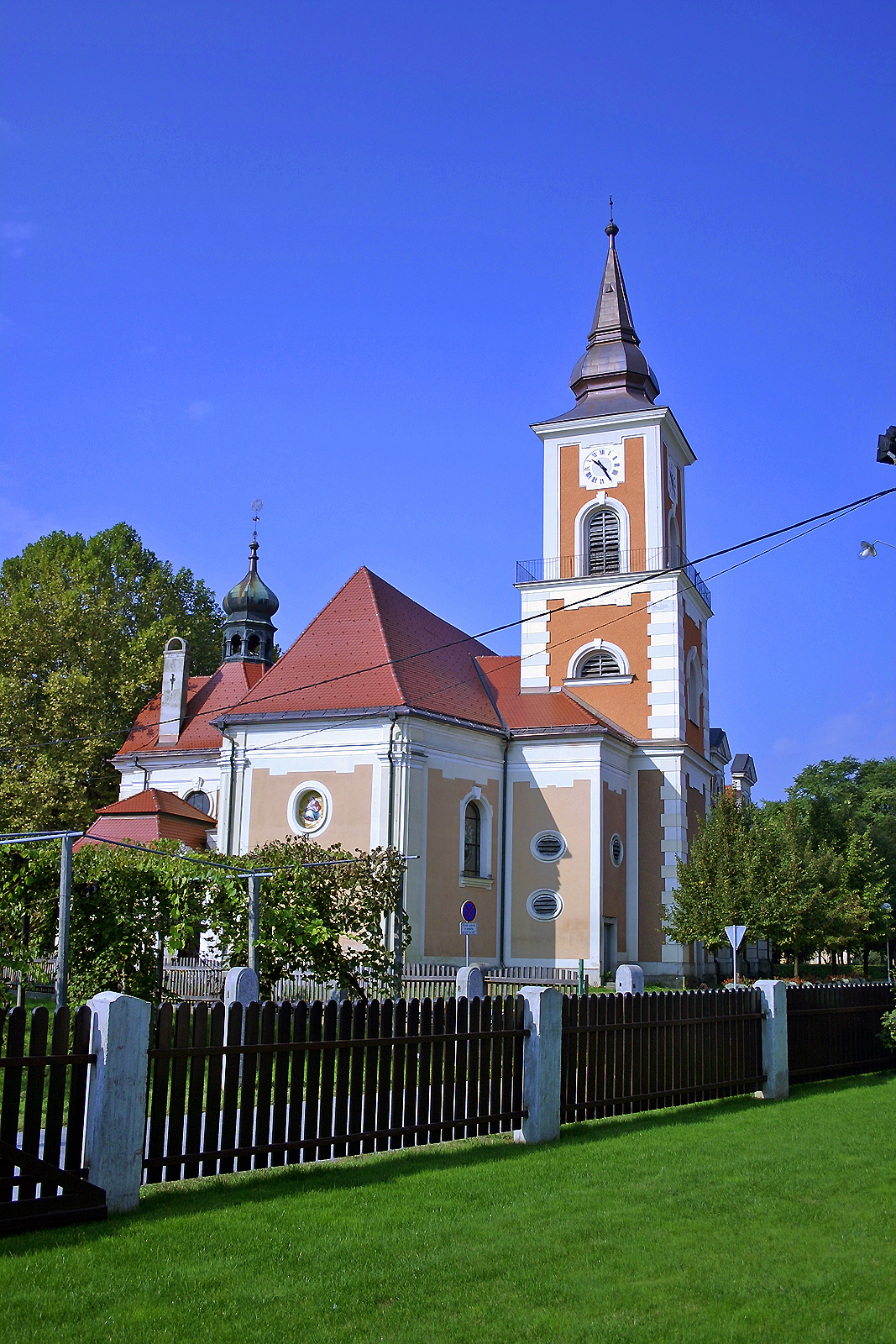
벨틴치 성 라디슬라브 교회

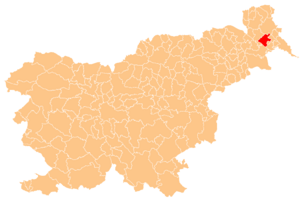
벨틴치의 위치

벨틴치(슬로베니아어: Beltinci, 헝가리어: Belatinc 벨러틴츠[*])는 슬로베니아의 도시로 면적은 62.2km2, 높이는 177m, 인구는 8,256명(2002년 기준), 인구 밀도는 132.7명/km2이다.